# Gagata cenia
Gagata cenia és una espècie de peix de la família dels sisòrids i de l'ordre dels siluriformes.

## Morfologia
- Els mascles poden assolir 15 cm de longitud total.
- Nombre de vèrtebres: 35-36.[1][2]

## Hàbitat
És un peix d'aigua dolça i de clima tropical (20 °C-24 °C).

## Distribució geogràfica
Es troba a Àsia: conques dels rius Ganges i Indus, riu Mahanadi, Myanmar i riu Salween a Tailàndia.